# NDR Naturfilm
NDR Naturfilm ist eine deutsche Produktionsfirma, die Tier- und Naturfilmformate für das Fernsehen, Kino und für die Neuen Medien produziert. Sie ist im vollständigen Besitz des Norddeutschen Rundfunks.

## Geschichte
Der NDR Naturfilm wurde ab 1979 als Abteilung des NDR unter anderem von dessen Redakteur Ulrich Nebelsiek aufgebaut. Er produzierte unter anderem die Filme der Sendereihe Expeditionen ins Tierreich für den NDR und die ARD. Bis 1991 war Heinz Sielmann als Moderator das prägende Gesicht der vom NDR Naturfilm hergestellten Tierfilme.
Redaktionsleiter waren Ulrich Nebelsiek, Beatrice Nolte und später Georg von Rönn. Mitte der 1990er Jahre wurde der NDR Naturfilm vom Sender ausgelagert und 1997 dem Produktionshaus Studio Hamburg angegliedert. Seit 2001 ist Jörn Röver Geschäftsführer des NDR Naturfilm. 2010 wurde der NDR Naturfilm der neu gegründeten Studio-Hamburg-Tochter Doclights eingegliedert.
Der NDR Naturfilm produziert heute etwa 30 Tier- und Naturfilme pro Jahr für die Expeditionen ins Tierreich im NDR und die Sendereihe Erlebnis Erde in der ARD. Er ist nach eigenen Angaben Deutschlands größter Produzent in diesem Genre. Die meisten der Produktionen entstehen in Koproduktion mit anderen ARD-Anstalten sowie internationalen Partnern wie Arte, ORF, BBC, National Geographic, Animal Planet, Terra Mater/ServusTV, NHK Japan, SVT Schweden, WNET New York, CuriosityStream USA.
Neben dem TV-Geschäft produziert der NDR Naturfilm auch Naturdokumentationen für das Kino, seit 2015 außerdem New-Media-Formate für die redaktionseigene Video-on-Demand-Plattform Tierwelt live.

## Filmografie (Auswahl)
- 2002: Das Geheimnis des Salamanders (Regie: Jan Haft und Christian Roth)
- 2003: Tiere des Teufels (Regie: Steve Nicholls)
- 2003: Andalusien (erste NDR Naturfilmproduktion in HDTV, Regie: Jan Haft)
- 2004: Wölfe! Zurück in Deutschland (erste Wildaufnahmen von Wölfen in Deutschland, Regie: Holger Vogt)
- 2004: Der Bärenmann (von und mit Andreas Kieling)
- 2004: Der Artenjäger vom Amazonas (Erste Aufnahmen vom Riesennabelschwein, Regie: Lothar Frenz)
- 2004: The White Diamond (Regie: Werner Herzog)
- 2005: Wilde Heimat (4 Folgen, Autor: Jörn Röver, Musik: Kolja Erdmann mit der NDR Radiophilharmonie Hannover, eine Co-Produktion von NDR Naturfilm mit WDR und ORF)
- 2005: Finnland – Elche Bären Riesenmarder (Regie: Oliver Goetzl, eine Co-Produktion von NDR Naturfilm mit BBC, National Geographic und Animal Planet)
- 2005: Die heiligen Tiere der Pharaonen (Regie: Michael Sutor)
- 2005: Die Ukraine (mit ESC-Gewinnerin Ruslana, Regie: Rainer Bergomaz)
- 2005: In den Tiefen des Amazonas (eine Co-Produktion von NDR Naturfilm mit BBC, Moderation: Florian Graner)
- 2006: Die Wiese (Regie: Jan Haft, eine Co-Produktion von NDR Naturfilm mit Arte und ORF)
- 2006: Abenteuer Yukon (3 Folgen von und mit Andreas Kieling, eine Co-Produktion von NDR Naturfilm mit ORF, Arte, National Geographic)
- 2006: Die größten Wasserfälle der Erde – Weltwunder Iguaçu (von Christian Baumeister, eine Co-Produktion von NDR Naturfilm mit BBC und ORF)
- 2006: Abenteuer Ozean (3 Folgen, Moderation: Thomas Behrend und Birgit Peters)
- 2007: Die Ostsee (2 Folgen, Regie: Thomas Willers, eine Co-Produktion von NDR Naturfilm mit Arte)
- 2007: Abenteuer Nordsee (3 Folgen, Moderation: Florian Graner und Natalie Tesche-Riccardi)
- 2007: In den Tiefen des Pazifiks (2 Folgen, Moderation: Florian Graner, eine Co-Produktion von NDR Naturfilm mit BBC)
- 2007: Wolf, Bär & Co. (Koproduktion von NDR Naturfilm und Studio Hamburg Documentaries)
- 2007: Leopard, Seebär & Co. (Zoo-Serie über den Tierpark Hagenbeck für die ARD, Staffel 1)
- 2008: Wilde Türkei (2 Folgen, Regie: Jan Haft, eine Co-Produktion von NDR Naturfilm mit Arte und ORF)
- 2008: Wildes Russland (7 Folgen, Serienautor Henry Mix, eine Co-Produktion von NDR Naturfilm mit WDR, National Geographic, Animal Planet, S4C, Channel One Russia)
- 2008: Knut und seine Freunde (Kinofilm, eine Co-Produktion mit der DOKfilm)
- 2009: Mythos Wald (2 Folgen, Regie: Jan Haft, eine Co-Produktion von NDR Naturfilm mit Arte, ORF, WNET, National Geographic)
- 2009: Helgoland – Insel im Sturm (Regie: Robert Morgenstern)
- 2009: Bama, der Gorillamann (erste Aufnahmen von Cross-River-Gorillas, Regie: Ernst Sasse)
- 2009: Das Grüne Band (Regie: Neil Rettig, eine Co-Produktion von NDR Naturfilm mit BBC, WDR, S4C, National Geographic, Animal Planet)
- 2009: Expedition Neuguinea (2 Folgen, Regie: Lothar Frenz, Moderation: Ulla Lohmann, eine Co-Produktion von NDR Naturfilm mit BBC)
- 2009: Sprinter der Ozeane (Regie: Rick Rosenthal, eine Co-Produktion von NDR Naturfilm mit WDR und National Geographic)
- 2010: Der Hof der wilden Tiere (Kinoadaptation der Looksfilm, eine Co-Produktion von NDR und WDR)
- 2010 Expedition Himalaja (3 Folgen, eine Co-Produktion von NDR Naturfilm mit BBC und National Geographic, Moderation: Henry Mix)
- 2010: Wildes Japan (2 Folgen, Regie: Jens Westphalen, Thoralf Grospitz, eine Co-Produktion von NDR Naturfilm mit Arte, ORF, National Geographic, Animal Planet)
- 2011: Serengeti (Kinofilm, eine Co-Produktion von NDR Naturfilm und Universum, Regie: Reinhard Radke, Sprecher: Hardy Krüger jr.)
- 2011: Russland – Im Reich der Tiger, Bären und Vulkane (Kinofilm, Autor: Jörn Röver, Sprecher: Siegfried Rauch)
- 2011: Wildes Skandinavien (7 Folgen, Regie: Jan Haft, Oliver Goetzl, Uwe Anders, Tobias Mennle, Heiko De Groot, eine Co-Produktion von NDR Naturfilm mit National Geographic, Animal Planet, S4C, ORF, Arte, SVT)
- 2011: Wildes Deutschland (fortlaufende Serie seit 2011, auch andere ARD-Anstalten)
- 2012: Das grüne Wunder – Unser Wald (Kinofilm, Regie: Jan Haft, Sprecher: Benno Fürmann)
- 2012: Held aus dem Dschungelbuch – Der Lippenbär (Regie: Oliver Goetzl, eine Co-Produktion von NDR Naturfilm mit BBC, Arte, ORF, National Geographic)
- 2012: Jaguar (Regie: Christian Baumeister, eine Co-Produktion von NDR Naturfilm mit Arte, National Geographic, Terra Mater)
- 2012: Der Puma – Jäger der Anden (Regie: Uwe Müller, eine Co-Produktion von NDR Naturfilm mit Arte, National Geographic, Terra Mater)
- 2013: Die Nordsee – Unser Meer (2014, Autor: Jörn Röver, Sprecher: Axel Prahl)
- 2013: Die Rückkehr der Raubtiere (2 Folgen, Regie: Holger Vogt, Moderation: Tim Berendonk)
- 2013: Wilder Rhein (2 Folgen, Regie: Jan Haft, eine Co-Produktion von NDR Naturfilm mit dem WDR)
- 2013: Mississippi (2 Folgen, eine Co-Produktion von NDR Naturfilm mit National Geographic)
- 2013: Geheime Welten (eine Co-Produktion von NDR Naturfilm mit BBC)
- 2014: Unbekannte Tiefen (2 Folgen, Regie: Florian Kopfmüller, eine Co-Produktion von NDR Naturfilm mit Arte und Terra Mater)
- 2014: Geheimnisse im Garten (2 Folgen, Regie: Jan Haft, eine Co-Produktion von NDR Naturfilm mit Arte und ORF)
- 2014: Mythos Kongo (3 Folgen, Regie: Thomas Behrend, eine Co-Produktion von NDR Naturfilm mit WDR, Arte, ORF, National Geographic)
- 2014: Der Große Kaukasus (Regie: Henry Mix, eine Co-Produktion von NDR Naturfilm mit WDR, Terra Mater, Channel One)
- 2015: Wildes Australien (5 Folgen, eine Co-Produktion von NDR Naturfilm mit Arte, Terra Mater, National Geographic)
- 2015: Planet Deutschland (Kinofilm, eine Co-Produktion der Doclights mit Gruppe 5)
- 2015: Atlantik (3 Folgen, eine Co-Produktion von NDR Naturfilm mit WDR und der BBC)
- 2015: Mythos Nil (2 Folgen, eine Co-Produktion von NDR Naturfilm mit WDR und Terra Mater)
- 2016: Amerikas Naturwunder (9 Folgen, eine Co-Produktion von NDR Naturfilm mit National Geographic US, Arte, ORF)
- 2016: Mythos Amur (2 Folgen, eine Co-Produktion von NDR Naturfilm mit WDR und Terra Mater)
- 2016/2017: Auf Leben und Tod (Englischer Titel „The Hunt“, Regie: Alastair Fothergill, 7 Folgen, eine Co-Produktion von NDR Naturfilm mit BBC, WDR, BR, BBC America)
- 2017: Wildes Neuseeland (3 Folgen, Regie: Robert Morgenstern, eine Co-Produktion von NDR Naturfilm mit BBC, Arte, ORF, National Geographic)
- 2017: Wildes Südafrika (4 Folgen, eine Co-Produktion von NDR Naturfilm mit BR, RBB, Terra Mater, National Geographic)
- 2017: Heinz Sielmann – Die Tierfilmlegende wird 100 (Regie: Michael Sutor)
- 2017: Äthiopiens wilde Wölfe (Regie: Yann Sochaczewski, eine Co-Produktion von Altay Film mit dem NDR Naturfilm für France 5, Terra Mater, YLE, SVT, NRK)
- 2017: Mythos Galapagos (2 Folgen, eine Co-Produktion von NDR Naturfilm mit RBB, Terra Mater, Curiosity Stream)

## Auszeichnungen (Auswahl)
Die Filme des NDR Naturfilm wurden seit 2001 mehrfach ausgezeichnet, darunter mit den Branchen-‚Oscars‘ des Wildscreen Film Festivals in Bristol (2008, 2010 und 2012) und auf dem Jackson Hole Wildlife Film Festival in den USA (2009, 2011 und 2015).
- 2008 Beste Moderation für „Abenteuer Yukon“, Wildscreen (England)
- 2009 Beste Kamera für „Mythos Wald“, Jackson Hole Wildlife Film Festival (USA)
- 2010 Panasonic Cinematography Award für „Mythos Wald“, Wildscreen (England)
- 2010 Nominierung Beste Kamera Natur für „Wildes Russland – Kamtschatka“, News and Documentary Emmy Awards (USA)
- 2010 Gold World Medal für „Wildes Russland (Serie)“, New York Film Festival (USA)
- 2011 Hauptpreis für „Wildes Skandinavien – Finnland“, Animal Behavior Society Film Festival (USA)
- 2011 Bester Sound für „Serengeti“ und Marian Zunz Newcomer Award für „Helgoland – Insel im Sturm“, Jackson Hole Wildlife Film Festival (USA)
- 2011 Sapphire Award Ökosystem, Bestes TV-Programm (US$250k-500k) und Beste Kamera für „Wildes Skandinavien – Finnland“, Bester Kinofilm für “Russland”, International Wildlife Film Festival (Missoula/USA)
- 2011 Nominierung Beste Dokumentation für „Wildes Japan“, International Emmy Awards (New York/USA)
- 2011 Grand Prix für „Schottland“, 27. Festival International du Film Ornithologique (Ménigoute/Frankreich)
- 2011 Beste Kamera für “Serengeti”, International „Gold Panda“ Awards (Sichuan/China)
- 2012 Animal Behaviour Award für “Held aus dem Dschungelbuch – Der Lippenbär” und Bester Schnitt für “Das grüne Wunder – Unser Wald”, Wildscreen (England)
- 2012 Wildnis Natur Preis für „Held aus dem Dschungelbuch – Der Lippenbär“ und Preis der Kinderjury für Wildes Deutschland – Die Sächsische Schweiz, Darsser Naturfilmfestival, Deutschland
- 2012 Beste Kamera für „Jäger der Anden – Der Puma“, Green Screen Naturfilmfestival, Deutschland
- 2012 Bester Film und Preis der Jury für „Mythos Wald“, Wissenschaftsfilmfestival des Goethe Instituts Bangkok, Thailand
- 2013 Beste Kamera für “Das grüne Wunder – Unser Wald” und Toyama Ptarmigan Publikumspreis für „Serengeti“, Japan Wildlife Film Festival (JWFF)
- 2013 Beste Musik für “Das grüne Wunder – Unser Wald”, Wild Talk Afrika ROSCAR Awards (Südafrika)
- 2013 Bester Film Wildnis und Natur für „Wildes Deutschland – Die Lausitz“, Darsser Naturfilmfestival (Deutschland)
- 2014 Wildlife Filmpreis für „Der große Kaukasus“ und Musikpreis für „Mythos Kongo – Fluss der Extreme“, NaturVision, Deutschland
- 2014 Beste Kamera für „Australien – Im Reich der Riesenkängurus“ und Heinz-Sielmann-Filmpreis für „Die Rückkehr der Raubtiere“, Green Screen Naturfilmfestival, Deutschland
- 2014 Bester Film Wildnis und Natur für Australien – Im Reich der Riesenkängurus, Darsser Naturfilmfestival, Deutschland
- 2015 Gold World Medal (Cinematography) für „Der Große Kaukasus“, New York Festivals, USA
- 2015 Bester Film für „Australien – Im Reich der Riesenkängurus“, Animal Behavior Society Film Festival, USA
- 2015 Best Wildlife Habitat Program für „Mythos Kongo – Fluss der Extreme“ und Preis der Jury für „Geheimnisvoller Garten – Frühlingserwachen“, Jackson Hole Wildlife Film Festival, USA
- 2015 Bester Film Wildnis und Natur, Bester Schnitt und Publikumspreis für „Amerikas Naturwunder – Saguaro“, Darsser Naturfilmfestival, Deutschland
- 2016 Bester Dokumentarfilm für „Amerikas Naturwunder – Yosemite“, NYLA (New York Los Angeles International Film Festival), USA
- 2016 Gold World Medal für „Geheimnisvoller Garten – Frühlingserwachen“, New York Film Festivals, USA
- 2017 Beste Regie, Bester Schnitt, Bester Sound, Bester Natur-/Reisefilm für „Amerikas Naturwunder – Yellowstone“, European Cinematography Award, Polen
- 2017 Deutscher Wildlife Filmpreis für „Äthiopien – Im Hochland der Wölfe“, NaturVision, Deutschland
- 2017 Nominierung Outstanding Narrator für „Wildes Neuseeland“/Sam Neill, US Emmy Awards
- 2017 Nominierung Outstanding Cinematography Documentary für “Wildes Neuseeland”, News & Documentary Emmy Awards, USA